# Estadio Municipal de Lo Barnechea
El Estadio Municipal de Lo Barnechea es un estadio ubicado en la comuna de Lo Barnechea en el sector oriente de la ciudad de Santiago de Chile. Tiene una capacidad de 2500 espectadores, todos sentados en butacas. Cumple con los estándares exigidos por la FIFA y es a contar del año 2016, el recinto donde el AC Barnechea alberga sus partidos como local, y desde 2020 también acogerá los encuentros de local del club Atlético Oriente de la Tercera B. El recinto deportivo forma parte del denominado Parque de la Chilenidad, un gran parque urbano construido por el municipio barnecheíno en el sector del Cerro 18 de forma paralela al estadio.
El coliseo fue inaugurado al 18 de octubre de 2015. El 23 de enero de 2016 recibió su primer partido profesional, con el encuentro válido por el Campeonato de Primera B entre  AC Barnechea e Iberia de Los Ángeles, el cual terminó igualado sin goles.

## Construcción
Originalmente, se esperaba que el estadio estuviese inaugurado a fines de febrero de 2013.  Sin embargo una serie de malos manejos por parte del Municipio retrasaron su construcción y su entrega, por lo que la inauguración proyectada fue aplazada en varias ocasiones. La capacidad propuesta inicialmente fue de 5000 espectadores, pero para el inicio de su operación solo se construyeron la mitad de las tribunas (las colindantes con la ladera del Cerro 18), por lo que su aforo quedó acotado a 2500 personas en una primera etapa. Desde un inicio se proyectó que el recinto contaría con todos los estándares FIFA.

### Primera etapa
Para la construcción del estadio, se proyectó con una primera etapa con una capacidad inicial de 2500 espectadores. Las primeros obras constaron de estas faenas:
- Nivelación del terreno.
- Edificación de los muros de contención.
- Construcción de camarines y baños públicos.
- Construcción de la cancha, de pasto sintético.
- Instalación de iluminación artificial, apta para transmisiones deportivas HD, con estandar D de FIFA.
- Reciente se incorporo una mini pista atletica.